# Incendios forestales en Chile de 2019
Los incendios forestales en Chile en 2019 fueron una serie de incendios forestales sucedidos entre las regiones Metropolitana y de Aisén del General Carlos Ibáñez del Campo. Una cantidad importante de incendios comenzó desde enero de 2019 en Chile. La gran mayoría de estos podría haberse evitado, y algunos otros fueron intencionales. En total hubo 7.219 focos de incendios, que afectaron a un total de 80.064 hectáreas, con un promedio de 11,1 hectáreas por incendio.

## Incendios

### Región de Valparaíso
En enero de 2019 se produjeron incendios que afectaron más de 2000 hectáreas, más de 101 viviendas y más de 250 damnificados.

### Región Metropolitana
Desde comienzos de 2019 se han producido más de 35 incendios en la Región Metropolitana.

### Región de Ñuble
A solo meses de la instalación de la división administrativa, uno de los desafíos que tuvo que enfrentar la zona, fue la ocurrencia de incendios forestales. Los primeros ocurrieron en el sector de Santa Ana de la comuna de Quillón y el sector de Paredones en la comuna de San Carlos, cuales al día 6 de enero, fueron considerados controlados. Sin embargo, a comparación de los Incendios de 2017, la cifra de terrenos afectados fue mayor, aumentando a más de 590 hectáreas.

### Región de la Araucanía
incendio forestal “Monte Bello”, comuna de Pitrufquén, el cual afecta una superficie por confirmar de 346,98 ha. Durante la presente jornada el incendio se mantuvo bajo observación por personal de CONAF.
Eran aproximadamente las 12:00 a 13:00 del día 15 de febrero de 2019 cuando el teniente segundo de la tercera compañía de bomberos de Pitrufquén, don Rodrigo González Dinamarca declaró primera y segunda alarma de incendio forestal, el cual se clasificó como el incendio forestal más grande en 20 años, en la cual trabajaron alrededor de 40 carros de bomberos hasta las 04:00 de la mañana.